# Анна Женев'єва де Бурбон-Конде
Анна Женев'єва де Бурбон-Конде, герцогиня де Лонгвіль (фр. Anne Geneviève de Bourbon-Condé; 28 серпня 1619–1679) — головна натхненниця Фронди, дочка Генріха II де Конде, сестра Великого Конде і принца де Конті, дружина Генріха II де Лонгвіля, коханка Ларошфуко. Крім видатної ролі в подіях Фронди, герцогиня Лонгвіль знаменита бурхливими любовними пригодами та зверненням на схилі життя до янсенізму.

## Біографія

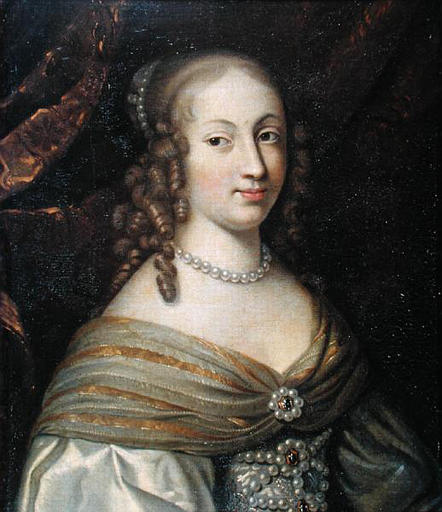
Портрет у Шантійї

Анна Женев'єва побачила світ в Венсенському замку, де її батьків — принца Конде та Шарлотту де Монморансі — було ув'язнено за протистояння всесильному Кончіні. Вона отримала сувору освіту в паризькому монастирі кармеліток, до якого повернулася на схилі життя. 1642 року її видали заміж за вдівця, герцога Лонгвіля, який був удвічі старший за неї. З чоловіком Анна Женев'єва не ладнала, а з його дочкою від першого шлюбу, Марією де Немур, відкрито ворогувала.
Після смерті Людовика XIII її батько очолив регентську раду, а брат здобув славу при Рокруа. Від 1646 року Анна Женев'єва перебувала в любовному зв'язку з принцом де Марсіяком, який використовував її зв'язки для просування власної кар'єри. Від Марсіяка вона народила сина, Шарля Парі, який, будучи визнаним герцогом Лонгвілем за власного, вів розпусне життя, претендував на польський престол і загинув 1673 року під час переправи через Рейн.
Коли почалася Фронда, герцогиня Лонгвіль очолила незадоволених (1649) і привернула на свій бік чоловіка, коханця та молодшого брата. Під час тримісячної облоги столиці вона мала величезний вплив на противників двору. Коли вождів повстання заарештували в Парижі в січні 1650 року, вона врятувалася втечею до Стене, головної квартири Тюренна, якого схилила на бік Фронди. Вона видала маніфест проти двору, почала перемовини з Іспанією та іншими іноземними дворами про відрядження допоміжних військ; коли заарештованих вождів звільнили, вона повернулась до Парижа. Після поновлення боротьби між Конде та двором, вона втекла до Бордо в супроводі герцога Немурського.
Відвертий зв'язок з герцогом образив не лише чоловіка Анни, але й дав Марсіяку привід для того, щоб порвати відносини з опальною принцесою. Стомлена та розчарована, вона скорилася 1653 року й відтоді жила насамоті, переважно в Нормандії, займаючись благодійністю та підтримуючи янсеністів. Відомі її листи до папи римського на захист янсенізму. Притчею во язицех стала її внутрішньородинна боротьба з падчеркою, Марією Немурською, за те, щоб передати Невшательський спадок Лонгвілів дому Конде-Конті. Її єдиний закононароджений син успадкував її набожність і став єзуїтом.

## Образ у кіно
- Denise Legeay[en] — Vingt ans après[fr] (Франція; 1922), режисер Анрі Діаман-Берже.

## В літературі
- Мадлен де Скюдері присвятила герцогині де Лонгвіль популярний в той час роман «Клелія».
- Герцогиня Лонгвиль фігурує в романі Олександра Дюма «Двадцять років потому» в якості коханки Араміса.
- Герцогиня де Лонгвіль є головною дійовою особою дилогії Жульєтти Бенцоні «Війна герцогинь» — «Дочка останнього дуелянта» і «Принцеса вандалів».